# Come & Get It (Selena Gomez)
Come & Get It is een nummer van de Amerikaanse zangeres Selena Gomez uit 2013. Het is de eerste single van haar debuutalbum Stars Dance.
Het nummer was oorspronkelijk bedoeld voor Rihanna, maar die weigerde om het nummer op te nemen, dus besloot Selena Gomez het maar op te nemen. "Come & Get It" werd in veel landen een hit. In de Amerikaanse Billboard Hot 100 haalde het de 6e positie. In Nederland flopte het nummer echter, het haalde de 84e positie in de Single Top 100. In Vlaanderen haalde het de 2e positie in de Tipparade.